# شبنم طلوعی
شبنم طلوعی (زادهٔ ۲۳ فروردین ۱۳۵۰) هنرپیشه، کارگردان، نمایشنامه‌نویس و خواننده اهل ایران است.
شبنم طلوعی جز اولین بازیگرانی است که در بازجویی‌های حراست و وزارت اطلاعات، به‌طور آشکار و رسمی از بهائی بودن خود پرده برداشت و به تغییر مذهب و اجباراعتراف به مسلمان شدن که شرط ادامهٔ فعالیتش در ایران بود را نپذیرفت.

## زندگی
شبنم طلوعی بازیگری در تئاتر را از سال ۱۳۷۳ با آموزش در کانون تئاتر بانوان، زیر نظر زهرا صبری و تانیا جوهری آغاز کرد و در تئاتر حرفه ای، سینما و تلویزیون حضور پیدا کرد و موفق به دریافت پنج جایزه از جشنواره ی بین‌المللی تئاتر فجر شد. از پاییز ۱۳۸۳ در پی محرومیت از بازی در فیلم شبانه (کارگردان: امید بنکدار و کیوان علیمحمدی) که در آن نقش اصلی را به عهده داشت و پس از آن محرومیت از همه فعالیت‌های هنری به دلیل پنهان نکردن اعتقادش به دین بهائی، مجبور به ترک ایران شد و از پایان سال ۲۰۰۴ به پاریس مهاجرت کرد. او ملیت فرانسوی دارد.

## نویسندگی
«یک بهائی، پر از اضطراب، دارد زندگی می‌کند. هیچ بهائی نمی‌تواند فکر کند که حتی برای متوفیانش سنگ قبرِ درست و حسابی بگذارد؛ تمام اماکن مقدسی که برای بهائیان وجود داشته، با خاک، یکسان شده. اموال بهائیان، غصب می‌شود به عنوان بیت‌المال؛ در سال‌های اولیهٔ انقلاب، ۲۰۰ نفر بهائی، تنها به خاطر بهائی بودن، کشته شدند. در سال[های] اخیر، دوباره، بهائی‌ها را زندانی می‌کنند».
شبنم طلوعی

### رمان
- بازیگر عزیز من نشر چشمه ۱۳۸۰

### داستان کوتاه
- آبی دریا - هفته‌نامه سروش ۱۳۶۹
- نقاشی آبرنگ - هفته‌نامه سروش ۱۳۷۰
- سلام سارا جان - هفته‌نامه سروش ۱۳۷۱
- آقای نویسنده و بانو - هفته‌نامه سروش ۱۳۷۲
- دستهای باد - هفته‌نامه سروش ۱۳۷۲

## فیلم‌شناسی

### بازیگری در تلویزیون
- ۱۳۸۱ - کارآگاه شمسی و دستیارش مادام (مرضیه برومند)[۴]
- ۱۳۸۱ - بدون شرح (مهدی مظلومی)
- ۱۳۷۹–۸۰ - نیستان[۷] (حسین مختاری)
- ۱۳۷۹ - همسفر (قاسم جعفری)
- ۱۳۷۷–۷۸ - بگذار آفتاب برآید (حسین مختاری)

### کارگردانی و تدوین
- ۲۰۲۳ - هزاروصد-یک فیلم کوتاه
- ۲۰۱۵–۲۰۱۶ - مستند سینمایی «خاک - شکوفه - آتش» در مورد زندگی طاهره قره العین. این فیلم در شهرهای مختلف از جمله پاریس، نیویورک، لندن، واشینگتن، شیکاگو، تورنتو، مونترال، لس آنجلس، … به نمایش درآمده و در سال ۲۰۱۷ از برنامهٔ آپارات در شبکهٔ بی‌بی‌سی فارسی پخش شد.
- ۲۰۱۱–۲۰۱۲ - مجموعه مستند کوتاه «برداشت یک» ـ نگاهی به بهاییان پاریس (برای تلویزیون نوین تی وی)

### بازیگری فیلم کوتاه
- عشق تنهاست، کویر آینه‌ها، هیچ‌کس با هیچ‌کس حرف نمی‌زند (امید بنکدار و کیوان علیمحمدی)
- هزاروصد-یک فیلم کوتاه (شبنم طلوعی)

### بازیگری سینما
- ۲۰۱۹ - میترا (کاوه مدیری)[۸]
- ۲۰۱۴ - گل سرخ (سپیده فارسی)
- ۲۰۰۷ - زنان بدون مردان (شیرین نشاط)[۴]
- ۱۳۸۷ - شبانه‌روز (فیلم)
- ۱۳۸۳ - گلی برای مریم (حسن آقاکریمی)
- ۱۳۸۲ - شکلات (افشین شرکت)
- ۱۳۸۰ - روزی که زن شدم (مرضیه مشکینی)[۴]
- ۱۳۷۹ - خانه‌ای روی آب (بهمن فرمان‌آرا)[۴]
- ۱۳۷۸ - دفتری از آسمان (پرویز شیخ طادی)
- ۱۳۷۸ - شراره (سیامک شایقی)
- ۱۳۷۷ - بودن یا نبودن (کیانوش عیاری)

## تئاتر

### بازیگر
- هنر بداهه پردازی، کار مشترک با شاهرخ مشکین قلم، پژمان حدادی، بهفر بهادران
- دیاسپورا، نویسنده محسن یلفانی، کارگردان شبنم طلوعی
- طرب‌نامه (بهرام بیضایی)
- رقص پاییزی (نویسنده و کارگردان شبنم طلوعی)[۴]
- مصاحبه، به زبان فرانسه، نوشته محمد رحمانیان (کارگردان شبنم طلوعی)[۴]
- رومئو و ژولیت (علی رفیعی)[۴]
- کلفت‌ها (علی رفیعی)[۴]
- عروسی خون (علی رفیعی)[۴]
- شازده احتجاب (علی رفیعی)[۴]
- بیژن و منیژه (پری صابری)[۴]
- شب هزارویکم (بهرام بیضایی)
- اتاق رؤیا (افروز فروزند)[۴]
- روی زمین (افروز فروزند)[۴]
- پای دیوار بزرگ شهر (حسن معجونی)[۴]
- می‌بوسمت و اشک (محمد عاقبتی)[۴]
- تلخ بازی قمر در عقرب (شهره لرستانی)
- همزاد (کارگردان:امیر دژاکام)[۴]
- جمعه دم غروب (کارگردان:چیستا یثربی)[۴]

### نمایشنامه نویس
- فردا[۴]
- بازی هفتم[۴]
- مراد[۴]
- قهوه تلخ (نشر فرخ نگار ۱۳۸۲)[۴]
- بهمن - بغداد (با همکاری ا. آقایی)[۴]
- بازگشت (بر اساس طرحی از علیرضا نادری و به سفارش محسن علیخانی)[۴]
- رقص پاییزی

### کارگردان تئاتر
- بازی هفتم (تهران)[۴]
- فردا (تهران)[۴]
- قهوه تلخ (تهران)
- بهمن - بغداد (نمایش بهمن - بغداد در ایران مجوز اجرا نگرفت اما در سال ۱۳۸۳ در خانهٔ هنرمندان تهران با حضور خودش و در موزهٔ هنرهای معاصر اصفهان بدون حضور کارگردان به صورت نمایشنامه خوانی با بازیگری ستاره اسکندری و کاظم سیاحی اجرا شد)
- نمایش مصاحبه نوشتهٔ محمد رحمانیان به زبان فرانسه در پاریس
- بهمن - بغداد در شهرهای کرفلد و مونشن گلادباخ آلمان. با بازیگران آلمانی و به زبان آلمانی
- رقص پاییزی (پاریس، پراگ، استکهلم، تورنتو، یون شوپینگ، مالمو، دانشگاه استنفورد)
- دیاسپورا، نویسنده محسن یلفانی

### جوایز
- جایزه اول بازیگری زن و جایزه دوم نویسندگی متن برای نمایش فردا در جشنواره چهاردهم تئاتر فجر[۴]
- جایزه دوم بازیگری زن برای نمایش مراد در جشنواره پانزدهم تئاتر فجر
- جایزه دوم بهترین کارگردانی برای نمایش قهوه تلخ در جشنواره بیست و یکم تئاتر فجر
- جایزه اول بازیگری زن برای نمایش می‌بوسمت و اشک در جشنواره بیست و دوم تئاتر فجر
- لوح افتخار از خانهٔ هنرمندان و کانون کارگردانان تئاتر

## خوانندگی
- سیب کال موزیک ویدیو
- یک دختر موزیک ویدیو
- برقص موزیک ویدیو
- بی‌شرف نباش موزیک ویدیو
- بغلم کن موزیک ویدیو